# Static (Planet Funk)
Static è il terzo album in studio del gruppo dance-rock italiano Planet Funk, prodotto nel 2006. Otto delle dieci tracce sono cantate da Luke Allen.

## Tracce
1. It's your time
2. Magic number
3. Swallow
4. In the beginning
5. If we try
6. Static
7. We turn
8. Running through my head
9. Tears
10. Big Fish (feat. Jovanotti)